# Bruno Kralowetz
Bruno Kralowetz (* 2. April 1911 in Hainburg an der Donau; † 25. April 2001) war ein österreichischer Erfinder und Gründer der Gesellschaft für Fertigungstechnik und Maschinenbau (GFM) in Steyr.

## Leben
Kralowetz wuchs in Klagenfurt auf und begann im Jahr 1928 ein Maschinenbau-Studium in Wien, das er 1933 als erster von 300 Studenten in der Minimalzeit von neun Semestern abschloss. 1935 war er Diplomingenieur im Österreichischen Bundesheer. 1945 wurde er aus der Deutschen Wehrmacht entlassen und richtete gemeinsam mit Kurt Ottitzky ein Konstruktionsbüro ein. 1951 baute die von ihm gegründete Gesellschaft für Fertigungstechnik und Maschinenbau (GFM) in Steyr eine Fertigungshalle auf. Im Jahr 1961 stammten 26,5 Prozent der aus Österreich ins Ausland verkauften Werkzeugmaschinen aus der GFM.
Als Naturliebhaber verfügte er in seinem Testament, dass auf seinem Wohnsitz im Ortsgebiet von St. Ulrich bis 15 Jahre nach seinem Tod nichts verändert werden darf.

## Wirken
Kralowetz leistete einen wichtigen Beitrag zur Rationalisierung, Automatisierung sowie zur Prozesssicherheit und schloss damit eine Lücke in der Verfahrenstechnik. Seine Erfindung der „frühen Robotik“ revolutionierte weltweit den Werkzeugmaschinenbau und fand ihren Niederschlag in 51 Patenten. Bereits kurz nach Markteinführung wurden weltweit 60 Prozent aller erzeugten Waggonachsen auf GFM-Schmiedemaschinen hergestellt. Die Anwendungsmöglichkeiten seiner Erfindungen reichten von einer kleinen Motorradkurbelwelle bis zu großen Kurbelwellen für Schiffsdieselmotore. Die Verwendung der neuen Schmiedemaschinen brachte in Edelstahlwerken eine sechsfache Beschleunigung der Produktion gegenüber den bis dahin üblichen Verfahren.

## Patente
Auf Kralowetz‘ Erfindungen, im Besonderen auf dem Sektor Schmiedemaschinen und Kurbelwellen-Fräsmaschinen, wurden zahlreiche in- und ausländische Patente erteilt. Nachfolgend einige Beispiele von Patenten.
- Patent  AT171754B: Maschine zum Schnellschmieden axial symmetrischer Werkstücke. Veröffentlicht am 9. Februar 1950, Erfinder: Bruno Kralowetz, Steyr (Oberösterreich).‌
- Patent  AT180793B: Fräser zum Rundfräsen. Veröffentlicht am 10. Januar 1955, Erfinder: Bruno Kralowetz, Steyr (Oberösterreich).‌
- Patent  AT192227B: Schmiedemaschine zum Strecken, insbesondere von Stangen und Rohren. Veröffentlicht am 10. Oktober 1957, Erfinder: Bruno Kralowetz, Steyr (Oberösterreich).‌
- Patent  DE3224669A1: Verfahren und Werkzeugmaschine zum Herstellen von Nockenwellen oder dergleichen  (Process and machine tool for producing camshafts or the like). Veröffentlicht am 17. März 1983, Anmelder: GFM-Fertigungstechnik, Erfinder: Bruno Kralowetz, Gottfried Blaimschein.‌

## Auszeichnungen
Im Jahr 1965 wurde Bruno Kralowetz an der Technischen Hochschule Wien das Doktorat der technischen Wissenschaften honoris causa verliehen. 1973 bekam er als Würdigung seiner Leistungen die Wilhelm Exner Medaille. Am 7. November 1975 wurde Kralowetz mit dem Ehrenring der Stadt Steyr ausgezeichnet.